# Kyōichi Sawada
Kyōichi Sawada (沢田 教一?, Sawada Kyōich; 22 febbraio 1936 – 28 ottobre 1970) è stato un fotografo giapponese, che ha lavorato con la United Press International, ed ha ricevuto il premio Pulitzer nel 1966 per le sue fotografie scattate nel 1965 durante la guerra in Vietnam.
Due di queste fotografie furono inoltre premiate con il World Press Photos of the Year nel 1965 e nel 1966. La fotografia premiata nel 1965 mostrava una donna vietnamita ed i figli nell'atto di attraversare un fiume nel tentativo di fuggire ai bombardamenti statunitensi.  La fotografia del 1966 invece mostrava i soldati delle truppe americane mentre trascinano dietro a un trasporto truppe M113 il corpo di un soldato del Fronte Nazionale per la Liberazione del Vietnam per portarlo a un luogo di sepoltura.
Kyoichi Sawada è morto nel 1970 durante un incarico in Cambogia.